# Os Sete Hábitos das Pessoas Altamente Eficazes
Os Sete Hábitos das Pessoas Altamente Eficazes é um livro administrativo (considerado por alguns como sendo de auto-ajuda) do consultor Stephen R. Covey. O livro é resultado de pesquisa feita em duzentos anos de publicações sobre sucesso que vão desde biografias a simples manuais e livros de auto-ajuda.
Foram vendidas mais de 15 milhões de cópias (ISBN 0-671-70863-5) em trinta e oito idiomas desde a sua primeira publicação em 1989 e foi eleito pelos leitores da revista Chief Executive como o livro mais influenciador do século vinte. Devido a sua grande popularidade, Stephen conquistou grande destaque na sua carreira como escritor, conferencista e consultor, sendo convidado para muitos eventos e workshops.
O livro lista sete princípios que, se estabelecidos como hábitos, devem ajudar a pessoa a atrair a verdadeira interdependência efetiva. Stephen argumenta que ela é atingida por meio do alinhamento a princípios da "Ética do Caráter", que ele acredita serem universais e atemporais, ao contrário da "Ética da Personalidade", algo que ele vê como prevalecentes em muitos livros modernos de auto-ajuda.

## Os Sete Hábitos
Covey introduz a ideia de mudança de paradigma e ajuda o leitor a entender que perspectivas diferentes existem, ou que duas pessoas podem ver a mesma coisa e mesmo assim diferirem uma da outra na opinião sobre aquilo.
Covey também introduz a ideia do "Maturity Continuum", que são três estágio sucessivos da evolução da maturidade: dependência, independência e interdependência. No nascimento todos somos dependentes, e as características de dependência podem durar tempo. Esse estágio é o primeiro e mais baixo estágio de maturidade. 
1 - Dependência: Significa que você precisa dos outros para ter o que você precisa. Todos nós começamos a vida como uma criança, dependendo dos outros. Eu posso ser intelectualmente dependente do pensamento de outras pessoas. Eu também posso ser emocionalmente dependente de afirmações e validações que outras pessoas me dão. Dependência é a atitude do "você", no sentido de "você tem que cuidar de mim".
2 - Independência: Significa que voce é livre de influências externas e suporte alheio. Apesar de ser o foco de muitos, não é o último estágio de desenvolvimento do viver.
3 - Interdependência: O terceiro estágio de maturidade é a interdependência. É a realidade em que vivemos. Essa característica é essencial para bons líderes, bons jogadores de equipe, um casamento de sucesso. Nas empresas a interdependência é a atitude de "nós", como "nós podemos cooperar, nós podemos ser um time, podemos combinar nossos talentos".
Cada um dos três primeiros hábitos serve para alcançar independência. Os três seguintes servem para alcançar interdependência. O último deles serve para manter essas conquistas.

## Independência e Autodomínio
Os três primeiros Hábitos vão da dependência à independência (i.e., autodomínio):
- Hábito 1: Ser Proativo

Seja responsável por sua reação às suas experiências, tome iniciativa para responder positivamente ao que acontece e melhore a situação. Não sente e espere em uma mentalidade reativa, trabalhe constantemente focando em suas responsabilidades.
- Hábito 2: Começar com o Objetivo em Mente

Descubra por si mesmo e deixe claro para si quais são seus valores pessoais mais profundos e quais são seus objetivos na vida. Visualize as características ideais para cada atitude e relacionamentos na vida. Crie uma declaração de missão. 
- Hábito 3: Primeiro o Mais Importante

Priorize, planeje e execute suas tarefas semanais baseando-se mais na importância do que na urgência. Avalie se seus esforços exemplificam seus valores pessoais desejados, impulsionam-no em direção às metas e enriquecem suas atitudes e relacionamentos elaborados no Hábito 2.

## Interdependência
Os três seguintes têm a ver com a interdependência (i.e., o trabalho com os outros):
- Hábito 4: Mentalidade Ganha-Ganha

Esforce-se em busca de soluções ou de acordos que sejam reciprocamente benéficos em seus relacionamentos. Valorize e respeite as pessoas entendendo que uma "vitória" para todos é fundamentalmente a melhor solução a longo prazo do que se somente uma pessoa numa dada situação tenha atingido seu propósito.
- Hábito 5: Procure Primeiro Compreender, Depois ser Compreendido

Escute bem ou preste atenção enfaticamente para ser genuinamente influenciado pelas pessoas a fim de que elas também sejam influenciadas por você. Isso cria uma atmosfera de cuidado mútuo na solução positiva de um problema.
- Hábito 6: Criar Sinergia

Combine as forças das pessoas através de uma equipe de trabalho positiva; assim, para atingir objetivos, nenhuma pessoa trabalhará sozinha.
- Mude a atitude

Quando se trabalha sobre a atitude, nada pode ser um impedimento para a eficácia de alguém na vida.
- Hábito 7: Afinar o Instrumento

Equilibre e renove seus recursos, sua energia e sua saúde para criar um estilo de vida efetivo e sustentável, com exercício físico, oração (meditação, yoga, etc) e boa leitura para a renovação mental. Além de serviços à sociedade para renovar-se espiritualmente.
Stephen Covey também escreveu diversos outros livros tendo este como base, como: "Os sete hábitos das famílias altamente eficazes" e "Vivendo os Sete Hábitos: Histórias de Coragem e Inspiração".
Em 2004 foi publicada a sequência do Os Sete Hábitos: "O 8º Hábito: da Eficácia à Grandeza".